# 노승열
노승열(1991년 5월 29일~)은 대한민국의 골프 선수이다. 지벤트 골프단 소속으로 활동하고 있다.